# Тото Тамуз
Тото Тамуз (івр. טוט _תמוז, англ. Toto Tamuz, нар. 1 квітня 1988, Варрі) — ізраїльський футболіст нігерійського походження, нападник клубу «Урал».
Виступав, зокрема, за клуби «Бейтар» (Єрусалим) та «Хапоель» (Тель-Авів), з якими вигравав низку національних трофеїв, а також національну збірну Ізраїлю.

## Клубна кар'єра
Народився 1 квітня 1988 року в місті Варрі, Нігерія. 1990 року його батько, футболіст Клемент Теміле, став гравцемя «Бейтара Нетаньї» і перевіз родину до Ізраїлю. Коли команда зіткнулася з фінансовими труднощами і змушена була припинити виплату заробітної плати, його батьки стали заробляти на життя випадковими заробітками. Його батьки покинули Ізраїль в 1991 році, щоб спробувати знайти оплачувану роботу в Нігерії або в іншому місці, в результаті чого тимчасово Тото жив з товаришем по команді свого батька. Коли стало очевидно, що його батьки не повернуться, Тото був прийнятий ізраїлитянкою Оріт Тамуз, взявши незабаром її прізвище.
2002 року пішов до футбольної школи клубу «Хапоель» (Петах-Тіква). Дорослу футбольну кар'єру розпочав 2005 року в основній команді того ж клубу, в якій за сезон у 28 матчах чемпіонату відзначився 11 голами.

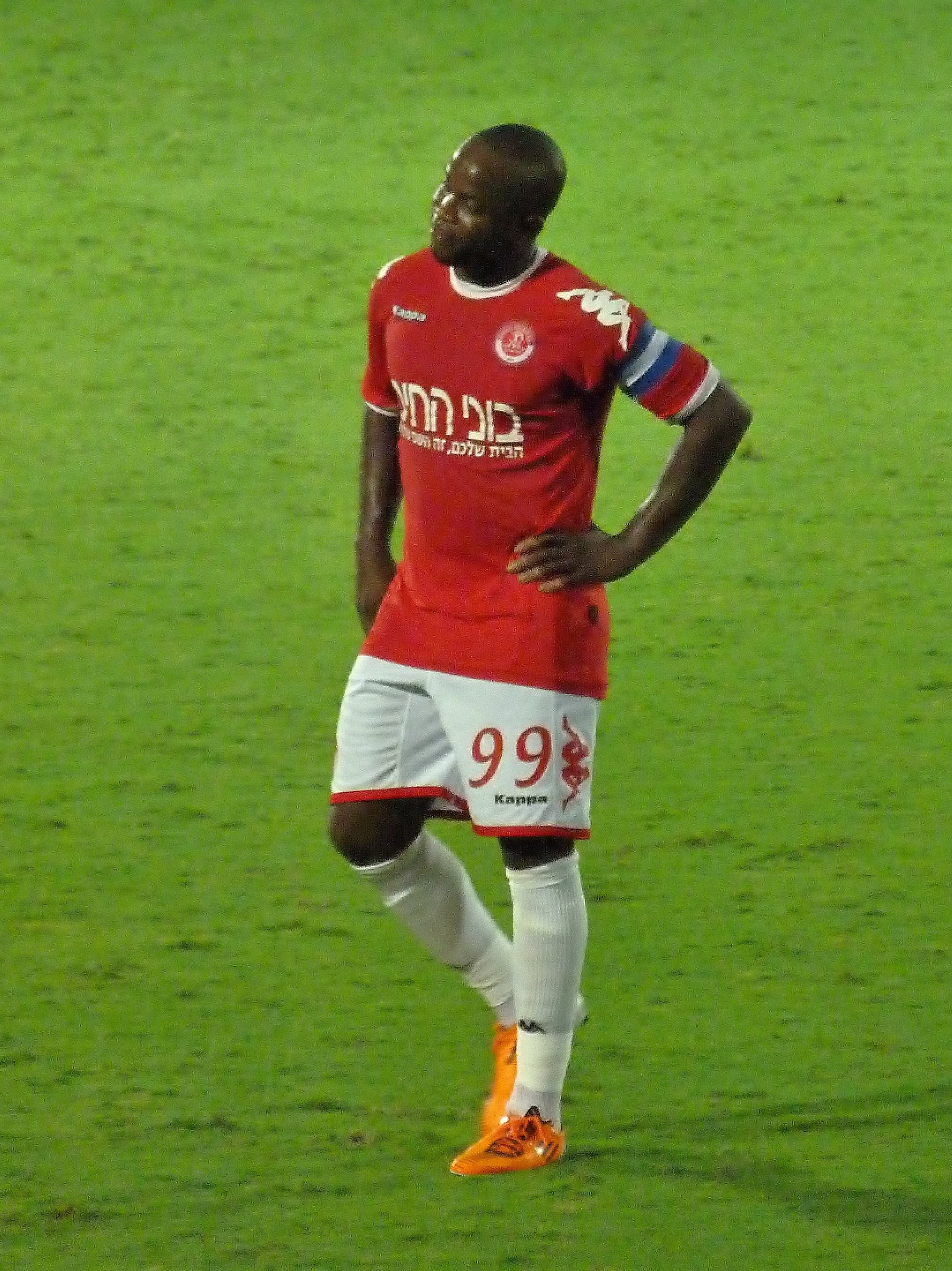
Тото Тамуз під час виступів за «Хапоель» (Тель-Авів). 28 вересня 2011 року

Своєю грою за цю команду привернув увагу представників тренерського штабу клубу «Бейтар» (Єрусалим), до складу якого приєднався влітку 2006 року. Відіграв за єрусалимську команду наступні чотири сезони своєї ігрової кар'єри. Більшість часу, проведеного у складі єрусалимського «Бейтара», був основним гравцем атакувальної ланки команди і одним з головних бомбардирів команди, маючи середню результативність на рівні 0,35 голу за гру першості. Цим Тамуз допоміг команді виграти п'ять національних турнірів: два чемпіонати, два кубки і один Кубок Тото.
В серпні 2010 року уклав трирічний контракт з клубом «Хапоель» (Тель-Авів), у складі якого провів наступні три роки своєї кар'єри гравця. Граючи у складі тель-авівського «Хапоеля» також здебільшого виходив на поле в основному складі команди і був серед найкращих голеодорів, відзначаючись забитим голом в середньому щонайменше у кожній третій грі чемпіонату, а у сезоні 2010/11 навіть став найкращим бомбардиром чемпіонату Ізраїлю з 21 голом. За цей час Тото з клубом виграв ще два національних кубка.
30 липня 2013 року на правах вільного агента приєднався до російського «Урала». Наразі встиг відіграти за уральську команду 7 матчів в національному чемпіонаті.

## Виступи за збірні
Незважаючи на те, що більшу частину свого життя Тото провів у Ізраїлі, він не мав ізраїльське громадянство і його правовий статусу в країні був невизначеним протягом багатьох років, поки заступник міністра внутрішніх справ Рухама Авраам, не надада Тамузу ізраїльської візи, що дала право на тимчасове проживання терміном на три роки. Незабаром, після клопотання в ФІФА, і враховуючи, що Тото не має іншого громадянства, Тамуз отримав спеціальний дозвіл, щоб грати на ізраїльській збірній, незважаючи на те, що він не мав ізраїльського паспорту. Лише в червні 2007 року Тамузу, разом з іншим футболістом Роберто Колаутті було надано ізраїльське громадянство, після того як усі документи були схвалені міністром внутрішніх справ Ізраїлю Роні Бар-Оном.
2006 року дебютував у складі юнацької збірної Ізраїлю, взяв участь у 11 іграх на юнацькому рівні, відзначившись 4 забитими голами.
Протягом 2006–2009 років залучався до складу молодіжної збірної Ізраїлю, у складі якої був учасником молодіжного Євро-2007, де збірна програла усі три матчі у групі. Всього на молодіжному рівні зіграв у 11 офіційних матчах, забив 3 голи.
2 вересня 2006 року дебютував в офіційних іграх у складі національної збірної Ізраїлю в матчі-відборі на Євро-2008 проти збірної Естонії. Вже через чотири дні, у наступному матчі відбору, забив свій перший гол за Ізраїль у ворота збірної Андорри. З кінця 2007 року перестав викликатись до збірної. Всього провів у формі головної команди країни 10 матчів, забивши 2 голи.

## Досягнення
- Чемпіон Ізраїлю  (2) :

Бейтар (Єрусалим): 2006-07, 2007-08
- Володар Кубка Ізраїлю (4) :

Бейтар (Єрусалим): 2007-08, 2008-09
Хапоель (Тель-Авів): 2010-11, 2011-12
- Володар Кубка Тото  (1) :

Бейтар (Єрусалим): 2009-10
- Найкращий бомбардир Чемпіонату Ізраїлю з футболу 2010-11: (21 гол)

## Особисте життя
2007 року прийняв юдаїзм, відвідує синагогу на свята та виконує Кідуш кожну п'ятницю.
Його батько — Клемент Теміле, колишній футболіст, виступав за збірну Нігерії. Має двоюрідних братів Омоніго та Франка Теміле, які також є професійними нігерійським футболістами.